# Zostérops javanais
Heleia javanicus
Espèce
Statut de conservation UICN

 LC  : Préoccupation mineure
Le Zostérops javanais (Heleia javanicus) est une espèce de passereau à la famille des Zosteropidae. Il est endémique d'Indonésie.

## Sous-espèces
D'après Alan P. Peterson, il existe trois sous-espèces :
- Lophozosterops javanicus elongatus  (Stresemann, 1913)
- Lophozosterops javanicus frontalis  (Reichenbach, 1852)
- Lophozosterops javanicus javanicus  (Horsfield, 1821)